# Sân vận động Tây Ninh
Sân vận động Tây Ninh là một sân vận động đa năng đặt tại thành phố Tây Ninh, tỉnh Tây Ninh. Với diện tích hơn 4 ha, sân vận động có hai khán đài với tổng sức chứa khoảng 16.000 chỗ ngồi, được xây dựng vào năm 2004 và khánh thành vào năm 2005. Trước khi xây dựng thêm khán đài B và hệ thống đèn chiếu sáng năm 2009, sân chỉ có một khán đài.
Sân vận động này từng là sân nhà của câu lạc bộ bóng đá Tây Ninh. Sau khi câu lạc bộ dừng hoạt động vào năm 2021, sân được chuyển quyền quản lý từ Công ty cổ phần bóng đá Tây Ninh sang Trung tâm Huấn luyện và Thi đấu Thể dục Thể thao Tây Ninh. Năm 2024, sau một thời gian dài xuống cấp, sân vận động Tây Ninh ngưng hoạt động và được chuyển đổi phục vụ mục đích khác. Nơi này sau đó trở thành khu vực không gian mở với tên gọi Quảng trường Tô Quyền.